# Interpelação
A interpelação é o ato de interrogar um membro do Conselho de Ministros ou Gabinete por parte dos membros do poder legislativo (Assembleias ou Congressos) de cada país ou região acerca de um tema específico, com o fim de, eventualmente, fazer valer a sua responsabilidade política num determinado tema.